# Isotachis japonica
Isotachis japonica là một loài rêu trong họ Balantiopsaceae. Loài này được Stephani mô tả khoa học đầu tiên năm 1909.